# 알브레히트 폰 프로이센 공작
알브레히트 폰 프로이센 공작(독일어: Albrecht Herzog von Preußen, 1490년 5월 17일 - 1568년 3월 20일)은 독일의 귀족으로, 호엔촐레른 왕가 출신 초대 프로이센 공작이며, 37대 튜턴 기사단의 단장이었다. 브란덴부르크선제후 알브레히트 3세 아킬레스의 손자이자 안스바흐 백작 프리드리히 2세 폰 브란덴부르크안스바흐쿨름바흐의 아들이었다. 그는 루터의 종교개혁을 공식으로 지지한 몇안되는 군주이며, 폴란드에서 최초로 코페르니쿠스의 지동설을 공식 지지한 소수의 군주였다. 마르틴 루터의 종교 개혁을 지지한 알브레히트는 1527년 튜튼 기사단 그랜드 마스터직을 발터 폰 카논부르크에게 넘겨주고, 자신도 로마 가톨릭에서 루터교로 개종하였다.
독일의 귀족이자 프로이센 공국의 초대 공작이며, 튜튼기사단의 제37대 그랜드마스터를 역임하였다. 프로이센 정부의 창설자이자 초대 통치자이며, 루터교를 국교로 삼은 최초의 국가 군주기도 하다. 기사이자 사제 신분이었던 그는 1525년 프로테스탄트로 개종하고, 그해 2월 10일 폴란드 국왕이었던 외삼촌 지그문트 1세에 의해 프로이센 공작에 임명되었다. 그는 자신의 영지인 프로이센 공국에 신앙의 자유 허용 및 세속국가화를 선언했으며, 독자적인 외교권과 군사 양성 등을 관철시켰다. 어머니를 통해 폴란드계 혼혈 독일인인 알브레히트는 독일의 제후들 중 마르틴 루터의 종교 개혁을 적극 지지하였고, 폴란드인 코페르니쿠스의 지동설에도 적극 지지하였다. 코페르니쿠스는 알브레히트의 가신, 측근들을 직접 진료하기도 했다. 그는 새로 건국된 프로이센 공국을 종교국이 아닌 세속 국가로 운영하였다. 쾨니히스베르크 대학의 설립자이기도 하다.

## 생애

### 출생과 가계

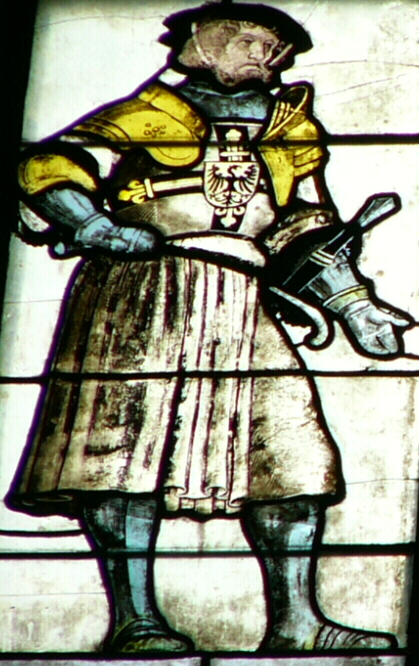
알브레히트 프로이센

1490년 5월 17일 바이에른의 안스바흐에서 태어났으며 아버지는 브란덴부르크안스바흐와 브란덴부르크쿨름바흐의 백작 프리드리히 2세이고 어머니 폴란드의 소피아 야기에우워는 리투아니아와 폴란드의 왕 카지미에시 4세와 오스트리아의 알브레히트 딸 엘리자베스 폰 합스부르크의 딸이다. 어머니 폴란드의 소피아 야기에우워는 로마 가톨릭 신자였지만 알브레히트는 마르틴 루터와 수시로 서신을 주고 받던 중, 1525년경 루터교로 개종하였다. 그는 태어나면서 브란덴부르크 후작이라는 직위를 받았지만 곧 수도원에 들어갔으므로 후작의 지위는 이름뿐인 지위가 되었다. 더구나 그의 아버지 프리드리히 2세가 알브레히트의 두 형에 의해 폐위되면서, 알브레히트에게는 영지가 분배되지 못했다.
호엔촐레른 왕가의 분가인 호엔촐레른 안스바흐 가문의 인물로, 아버지 프리드리히 2세는 브란덴부르크 선제후 겸 안스바흐 백작인 알브레히트 3세 아킬레스의 셋째 아들이자 알브레히트 아킬레스가 사보이의 안나(Anna of Saxony)와 재혼해서 얻은 첫 아들이었다. 알브레히트 아킬레스의 첫째 아들은 요한 치체로로, 프리드리히 대왕과 빌헬름 1세의 직계 선조가 된다. 그의 고조할아버지인 뉘른베르크 변경백 프리드리히 1세(뉘른베르크 백작으로는 6세)가 신성로마제국 황제 지기스문트로부터 1415년 브란덴부르크 선제후 직책을 넘겨받았다.
알베르트의 6대조 뉘른베르크 변경백 프리드리히 5세는 1398년 죽으면서 뉘른베르크 변경백작 직은 아들 요한 3세에게 주고, 영토의 반을 나눠 브란덴부르크-쿨름바흐 백작직을 주고, 다른 아들 프리드리히 1세를 위해 브란덴부르크안스바흐 백작직을 신설해서 넘겨주었다. 그러나 쿨름바흐 백작직이나 뉘른베르크 변경백작직 역시 요한 3세이 아들 없이 죽으면서 동생인 프리드리히 1세가 차지했다. 프리드리히 1세는 1440년 죽으면서 다시 프리드리히 2세에게 선제후직을, 다른 아들 알브레히트 3세 아킬레스에게는 브란덴부르크 안스바흐 백작직을 넘겨주었다. 그러나 알브레히트 3세 아킬레스 역시 형 프리드리히가 1471년 아들이 없이 죽자 선제후직을 차지한다. 할아버지 알브레히트 아킬레스는 안스바흐 변경백작직을 아버지 프리드리히 2세에게, 브란덴부르크 선제후직은 큰아버지 요한 키케로에게 넘겨주었다. 하지만 그는 아버지 프리드리히 2세가 다른 형제들의 쿠데타로 축출되는 바람에 아버지로부터 영지를 상속받지 못했고, 튜튼 기사단의 단장이 되었다.
여러번 결혼한 그의 후처 중 안나 마리아는 그의 조카딸의 딸이 된다. 안나 마리아는 알브레히트의 5촌 조카 엘리자베스의 딸이자 6년 연상인 친사촌형 요아힘 1세 네스토르의 손녀딸이었다. 안나 마리아의 부모 역시 근친혼이었는데, 안나 마리아의 친정아버지 브라운슈바이크-뤼네부르크의 에리히 1세는 알브레히트의 증조부 선제후 프리드리히 1세의 딸이자 대고모인 세실의 친손자였다. 장인 에리히는 알브레히트에게는 6촌 형이 된다.
에릭은 브란덴부르크의 엘리자베트와 결혼한다. 에리히는 자기 친할머니 세실리아의 남동생인 외종조부 알브레히트 3세 아킬레스의 아들 요한 치체로의 손녀이자, 요아힘 1세 네스토르의 딸과 결혼한다. 세실리아의 손자인 에리히와 세실리아의 남동생 알브레히트 3세 아킬레스의 증손녀인 엘리자베스는 7촌 숙질간이 된다.
장모가 되는 엘리자베스는 알브레히트의 4촌 형 요아힘 1세 네스토르의 딸로 알브레히트보다 20살 연하인 5촌 조카딸이 된이다.

### 튜튼 기사단장

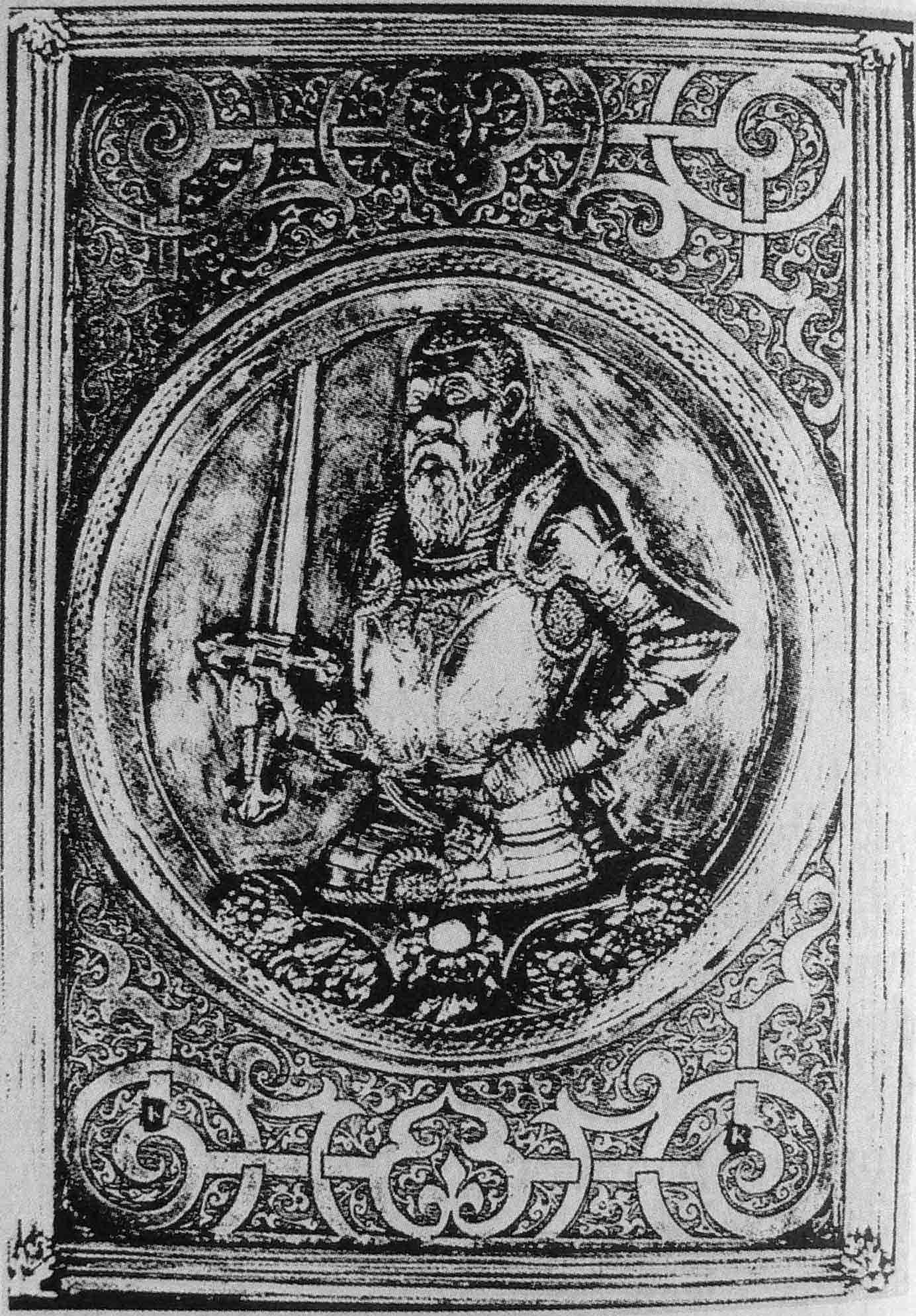
알브레히트 프로이센 동판 초상화

브란덴부르크안스바흐와 쿨름바흐, 바이로이트의 후작 프리드리히 2세의 셋째 아들이었던 알브레히트는 청소년기에 쾰른 대성당에서 그리스도교적 규범을 배웠으며, 주로 쾰른 선제후 헤세의 헤르만 4세의 궁정에서 시간을 보냈다. 그는 헤세의 헤르만 4세로부터 쾰른 대성당의 캐논에 임명되었다. 그는 성당의 캐논직에 있었으나 수학과 과학에 관심이 있었고, 과학적 이론에 심취하여 그리스도교 교리에 대해 반박을 제기하기도 했다. 그의 수학, 과학에 대한 흥미는 다른 성직자들에게도 알려졌지만, 일부 성직자들의 지원을 받았다.
1508년에는 황제 막시밀리안 1세를 따라 이탈리아를 다녀왔으며 얼마 뒤에 헝가리에 도착했다. 1510년 튜튼 기사단의 그랜드마스터이며 작센 공작인 프리드리히 1세로부터 후계자로 지명되었다. 1510년 12월 프리드리히 1세의 사망과 동시에 알브레히트는 16년간 제37대 튜튼 기사단의 단장으로 봉직했다. 그를 튜튼 기사단장에 임명한 것은 튜튼 기사단의 영지가 폴란드의 국경에 인접해 있으므로, 기사단과 그의 외삼촌과의 충돌을 해결하길 원한 선택이기도 했다. 그가 기사단장에 취임할 때, 취임 조건으로 그는 폴란드에 대한 군사적 지원을 하지 말라는 조건이 붙었다. 그는 1527년 튜튼 기사단 그랜드 마스터직을 발터 폰 카론부르크에게 물려주었다. 그는 기사이자 사제의 신분으로, 그에게는 영지가 없었다. 또한 1517년 아버지 프리드리히 2세가 두 형 카지미르와 게오르크 경건공이 일으킨 쿠데타로 축출되면서, 별다른 영지를 받지 못한 알브레히트는 튜튼 기사단에 전념하였다.
1519년 12월 신성 로마 제국의 황제 막시밀리안 1세는 폴란드의 전쟁을 선언하였다. 그는 중남부 프로이센을 원하던 황제 막시밀리안 1세를 설득하여 1521년 4년간의 휴전 협정을 체결케 하여 폴란드와 오스트리아 간의 갈등을 완화시켰다. 한편 마르틴 루터의 종교개혁으로 종교 갈등이 발생했을 때 그는 작센 공 프리드리히 3세 등과 함께 몇 안되는 루터 지지자가 되었다. 그의 루터 지지 소식을 접한 1522년 안드레아스 오지안더는 그에게 루터교 운동에 적극 참여해달라고 여러번 설득한다. 오지안더의 거듭된 설득으로 그는 루터교 운동에 가담하게 된다. 1522년 하순 알브레히트는 비텐베르크를 방문하여 마르틴 루터와 담론하였다. 루터는 그에게 가톨릭 교리에 얽매이지 말고 결혼할 것을 권고하고, 새로운 세속국가의 건설을 호소하였다. 알브레히트는 루터의 제안을 자신의 친척들과 일부 논의했지만 동의를 얻지 못했다. 루터는 새로운 세속국가의 건설은 조심스럽게 진행해야 한다며, 만약 프로테스탄트 교리를 채택한 기사는 교황 아드리안 4세로부터 처벌을 받을 수 있다고 조언하였다.

### 프로테스탄트 개종과 프로이센 공국 건국
1525년 2월 10일 알브레히트는 프로테스탄트로 개종과 동시에 기사이자 사제 신분에서 벗어났고, 결혼하여 자식을 둘 수 있게 된다. 알브레히트는 1525년 4월 10일 그는 외삼촌 지그문트 1세로부터 새로운 영지인 프로이센을 창설, 할당받고 프로이센 공작에 임명되었다. 초기에 폴란드의 왕 지그문트는 그에게 공작 작위 수여를 거부했다. 그러나 마르틴 루터의 막후 설득으로 공작 작위 수여식이 거행되었다. 그의 영지는 독일령인 서부 프로이센과 폴란드의 영향력하에 있던 동부 프로이센이었다. 또한 그는 루터파를 국교로 삼았다. 그는 바로 폴란드-리투아니아 연방 왕국의 봉신으로 충성을 맹약하였고, 프로이센 공작직은 알브레히트의 남자 후손들만이 계승할 수 있다는 법령을 신설하였다. 알브레히트는 자신의 신설 공작령에 새로운 도시인 쾨니히스베르크(Königsberg, 왕의 도시라는 뜻)를 건설하고, 프로이센의 수도로 삼았다.
알브레히트는 폴란드-리투아니아 연방 왕국의 봉신이 되는 조건으로 자치권을 요구했다. 자체적인 군대 양성을 허용할 것과 폴란드 굴덴 외에 프로이센의 자체적인 화폐 주조권, 그리고 폴란드의 속국이지만 독자적인 외교활동을 수용할 것을 지그문트 1세에게 요구하여 허락받았다. 또한 프로이센의 지역 의회를 설치하여 주민 자치권을 허용하였다.
폴란드에서 쾨니히스베르크로 돌아온 뒤, 알브레히트는 자신의 프로테스탄트 개종을 선언했다. 그가 재직했던 튜튼 기사단은 충격을 받았고, 기사들은 노골적인 반대입장과 개종 철회를 요구했다. 그러나 알브레히트는 쾨니히스베르크 시민들의 인망을 얻었고, 개종 거부와 동시에 튜튼 기사단의 프로이센지부 단원들에게 루터교로 개종을 강요했다. 메메르트의 사령관 에리히 폰 브라운슈바이트-볼펜뷔펠 등 소수는 끝까지 로마 가톨릭을 유지하며, 개종 반대 입장을 고수하였다. 알브레히트의 개신교 개종 선언과 폴란드 왕국 제후 임명을 계기로, 튜튼 기사단장 퇴임 후에도 그에게 충성을 맹세했던 튜튼 기사단의 대군행관(Großkomtur), 의무총감(Großspittler), 기사단 재무총감(Ordenstressler), 기사단 의복감(Ordenstrappier) 등 고위 지휘관들을 비롯한 많은 기사들이 신앙을 지키겠다며 알브레히트의 곁을 떠났다. 알브레히트가 사망할 당시 튜튼 기사단에는 55명의 기사만이 남아 있었다. 남아 있던 기사들도 알브레히트의 개종에 혐오감을 느끼고, 후임 그랜드 마스터인 발터 폰 카론부르크에게, 프로이센은 실패한 국가라며 불만을 토로하였다.
독일의 북동부의 서부 프로이센은 신성 로마 제국의 영토였지만, 그는 공작 작위를 수여받는 대신, 폴란드의 국왕 지그문트 1세의 봉신임을 공개선언함으로써 가톨릭을 지지하던 합스부르크 왕가로부터 자신의 영토를 지킬 수 있었다. 지그문트 1세는 자신이 가톨릭 신자인데다가 가톨릭 국가의 군주였는데도, 프로테스탄트로 개종한 조카 알브레히트를 옹호하였다. 그가 신성 로마 제국 황제가 아닌 폴란드-리투아니아 연방의 국왕 지그문트 1세의 봉신이 된 것에는, 외삼촌-조카간이라는 개인적인 인연 외에 마르틴 루터의 설득도 작용하였다. 바로 신성 로마 제국 카를 5세와 교황 클레멘스 7세는 이를 두고 '크라쿠프의 젖소 거래'라며 비웃었다.
알브레히트는 자신의 프로이센 공국을 종교국이 아닌 세속 국가로 운영하였다. 그때까지 프로이센의 일부 지역에 남아 있던 프로이센 토속 신앙등에 대해서도 허용하였다. 기존의 유럽의 황제와 국왕, 제후들이 독실한 신앙심에 의해서 혹은 형식적으로나마 로마 가톨릭을 국교로 삼은 관례를 깬 것이었다. 그의 영향을 받아 1526년 튜튼 기사단의 리보니아 지부장 고타르트 케틀러 역시 쿠를란트의 공작이 되면서 자신의 영지를 세속 국가로 운영하게 된다.

### 저항과 잠란트 반란 사건
1522년 '튜턴 기사수도회' 대수도원장 알베르트 폰 호헨졸레른을 설득하여 루터파 운동에 가담하게 했다.
그의 개종 선언과 세속국가화에 대해서는 오랫동안 반발과 논란이 벌어졌다. 남아 있던 튜튼 기사단은 그가 가톨릭에서 프로테스탄트로 너무 쉽게 개종했다며 저항하였다. 그러던 중 1525년 잠란트에서 농민 시위가 발생했다. 귀족들의 과도한 세금 징수와 노동력 무급 착취, 갑작스러운 알브레히트의 개종 및 신 국가의 세속국가화, 튜튼 기사단의 세속화 문제 등에 대한 불만, 알브레히트 및 프로이센 정부의 프로테스탄트 지지 등에 대한 불만이었다. 카이멘 출신 농부와 샤켄 출신의 여관 주인을 지도자로 하는 이들 반란군은 쾨니히스베르크 시민들의 폭넓은 지지를 받았다. 농민군은 정부에 귀족들의 세금 강제 징수 폐지, 모든 형태의 귀족이 거두는 세금 폐지, 세금을 2마르크 대로 조정하고, 농민들에게는 1후페의 토지를 무상으로 나눠줄 것을 요구했다. 이들은 귀족들의 난폭함에 일으킨 저항이며 알브레히트에게 저항하는 것이 아니라고 밝혔다. 바로 알브레히트는 농민군과 회의를 개최하여 농민들의 의견을 수렴하였다. 현장에서 회의가 진행되었는데, 이 동안 농민군의 지도자 두 명은 반역죄로 처형되었다. 농민군의 일부 조건을 수용하면서 농민군은 자연 해산되었다. 이후 프로이센은 개신교의 지역이자 파벌주의가 만연한 지역으로 알려지게 되었다.
1526년 3월 1일 알브레히트는 덴마크의 공주 도로테아와 결혼하였다. 이는 정략결혼으로 덴마크는 스칸디나비아반도 내에 루터교도가 많은 국가이기도 했다. 알브레히트는 브란덴부르크안스바흐 후작인 형 게오르크 폰 브란덴부르크안스바흐의 도움을 받아, 프랑켄과 상부 슐레지엔에 루터교회를 설립하였다. 브란덴부르크와 뉘른베르크에 프로테스탄트 교회의 설립을 추진한 그는 브란덴부르크, 뉘른베르크에 각각 개신교 교구 관리자를 두었다.

### 정치, 사회 개혁

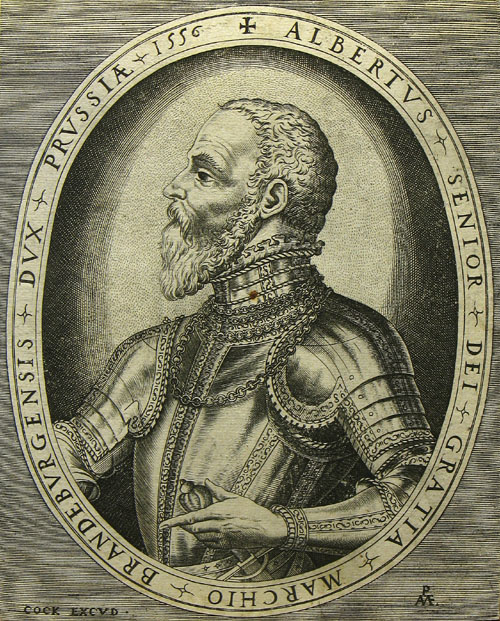
알브레히트 프로이센

즉위 직후부터 그는 농노들을 해방시켜 귀족들의 세력을 약화시켰다. 칙령을 내려 그는 모든 마을에 학교를 설립하게 하여 해방 농노와 농노 출신자 자녀들에게 학업의 기회를 부여하였다.
알브레히트는 루터교를 국교로 정함과 동시에 루터교적 가르침을 시민들에게 교육하였다. 알브레히트의 이러한 정책은 1510년 이후 60년간 프로테스탄트 확산의 원인을 제공하였다. 그런데 가톨릭교도 및 이교도들에게는 세금을 많이 부과했다. 신성 로마 제국 정부와 가톨릭교회는 알브레히트가 불법 행위를 자행한다며 비판하였다. 알브레히트는 프로이센 지역 가톨릭교회의 토지와 재산을 몰수하여 지역 귀족들에게 나눠줌으로써 불만을 무마시켰다.
폴란드에서 최초로 코페르니쿠스의 지동설을 공식 지지하였다. 코페르니쿠스는 폴란드 본국의 외교관이자 의사로 알베르트의 측근들을 치료하기도 했다. 또한 알베르트는 새 달력 제정을 생각하여 프로이센 내의 루터교도 천문학자들을 동원하여 코페르니쿠스 체계를 이용한 천문계산을 작성하도록 지지했다. 이 계산표는 로마 그레고리우스 교황의 달력 개혁에도 영향을 준다.
1544년 그는 일부 반대에도 불구하고 사재를 투자하여 쾨니히스베르크에 쾨니히스베르크 아카데미를 설립한다. 이는 신성 로마 제국내의 가톨릭 명문 대학 크라카우 아카데미에 대응하기 위해 설립한 것이다. 그의 쾨니히스베르크 대학은 독일 내에서 마르부르크 대학에 이은 두 번째 루터교 대학이었다. 알브레히트는 독일어 교재와 프로테스탄트 교리 문답집의 인쇄 비용을 스스로 부담했다. 그는 안드레아스 오시안더를 초빙하여 쾨니히스베르크 대학의 교수진의 한 사람으로 위촉한다. 1549년에는 천문학 서적의 번역과 발간에 투자하기도 했다. 1551년 안드레아스 헤스를 초빙하여 쾨니히스베르크 성의 남쪽 성벽을 건설하였다. 그밖에 알베르트는 쾨니히스베르크의 공립(公立) 도서관을 설립하였다.
1548년의 아우크스부르크 가신조 협정에 참석한 알브레히트는 당시 반 카를 5세파 군주의 한 사람이기도 했다. 프로테스탄트가 확산되면서 그의 영지 내에서는 루터파와 오시안더파의 신학 해석에 대해 의견이 갈라지면서 물리적 폭력으로 번졌다. 알브레히트는 폭력을 금지함과 동시에 오시안더파의 손을 들어주었다.

### 최후
그의 치세 후반에는 교리를 놓고 루터파와 오시안더파의 신학 해석 갈등이 계속되었다. 1552년 안드레아스 오시안더가 죽자 알브레히트는 파울로 스칼리츠라는 가명으로 작가, 여행가로 활동하던 요한 펑크를 프로테스탄트 지도자로 임명하였다. 요한 펑크는 그에게 큰 영향을 행사했고, 알브레히트의 총애와 영향력을 이용해 공공 비용으로 상당한 재산을 취득한다. 또한 그에게 오시안더의 가르침에 대한 비판을 강요하기도 했다. 알브레히트의 생전에 이미 요한 펑크의 활동은 정치적, 종교적 분란을 제공했고, 1566년 10월 28일 법원 음모 사건을 계기로 처형된다.
알베르트는 1526년 덴마크의 왕 프레데리크 1세의 딸 덴마크의 도로테아(1504 - 1547)와 결혼하여 4녀 2남을 두었지만 두 아들 프리드리히 알브레히트는 2살, 알브레히트는 1살때 죽었다. 1550년 브라운슈바이크-뤼네부르크 백작 에리히의 딸 안나 마리아와 재혼하여 딸 엘리자베스와 아들 알브레히트 프리드리히를 두었다. 신성 로마 제국 국내의 정치, 종교 문제에 적극적이던 그는 시종일관 황제 카를 5세 황제에 맞서 마르틴 루터의 종교 개혁을 적극 지지, 후원하기도 했다.
알브레히트는 많은 귀족, 학자, 프로테스탄트 지도자들과 서신을 주고받았으며, 그 중 많은 편지들이 20세기에도 전해졌다. 1568년 3월 20일 역병(plague)에 걸려서 사망했다. 그가 병에 걸린지 16시간 만에 그의 재혼한 부인 안나 마리아 역시 역병에 감염되어 같은 날 사망하게 된다.

### 사후
역병에 걸린 알브레히트는 쾨니히스베르크 성당 내에 자신의 무덤을 설계해두었다. 알브레히트의 시신은 쾨니히스베르크 성당에 안치되었다.